# دی لیلا
دی لیلا (انگلیسی: The Leela) شرکت مهمان‌نوازی هندی است، که در سال ۱۹۸۶ تأسیس شد.